# بلو اسپرینگز، میسیسیپی
بلو اسپرینگز (به انگلیسی: Blue Springs) روستایی در ایالت میسیسیپی کشور ایالات متحده آمریکا است که جمعیت آن در سرشماری سال ۲۰۱۰ میلادی، ۲۲۸
نفر بوده‌است.